# Prepona fruhstorferi
Prepona fruhstorferi är en fjärilsart som beskrevs av Johannes Karl Max Röber 1914. Prepona fruhstorferi ingår i släktet Prepona och familjen praktfjärilar. Inga underarter finns listade i Catalogue of Life.